# Lutz Hecker

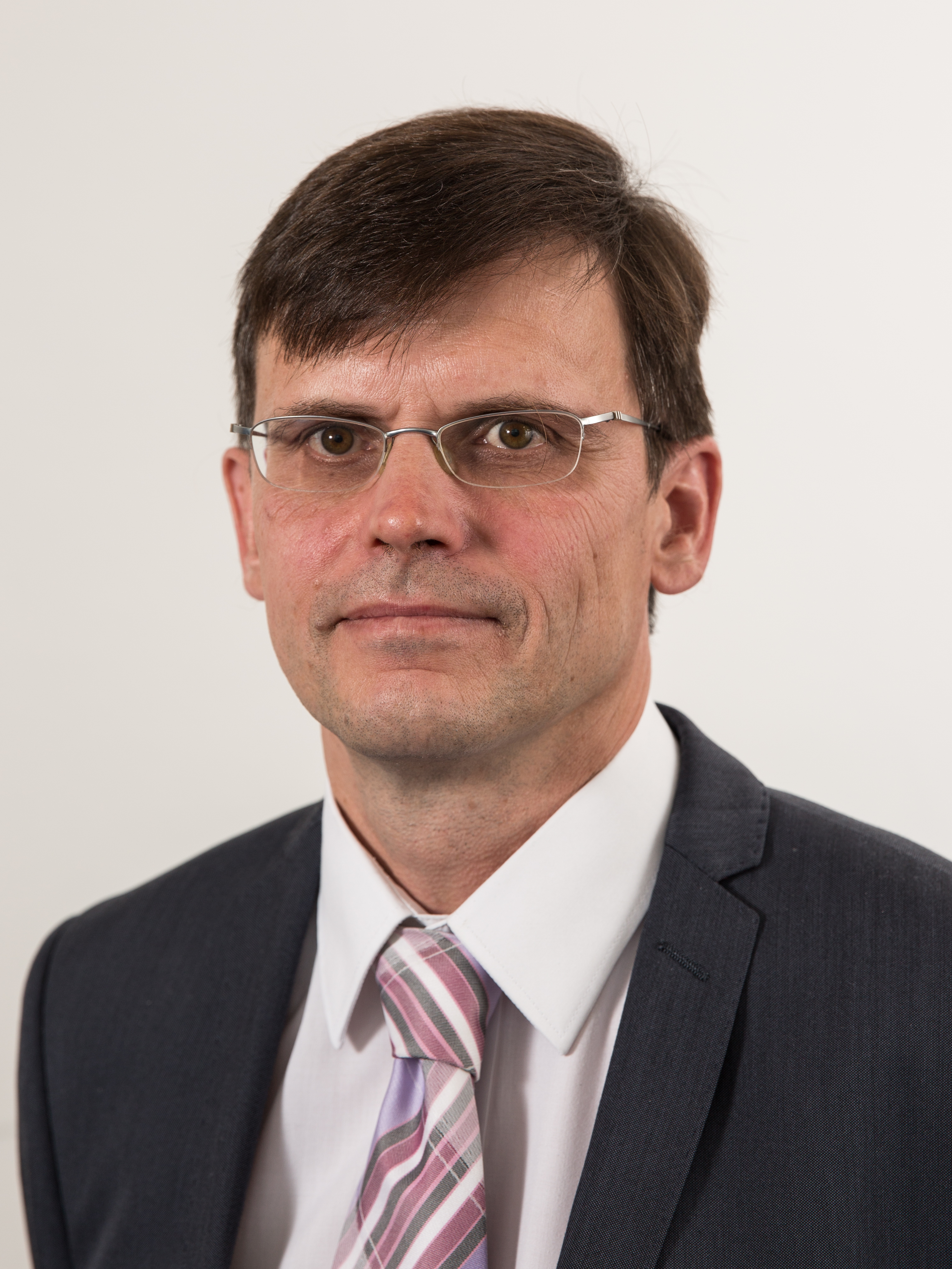
Lutz Hecker (2017)

Lutz Hecker (* 22. Juni 1969 in Ueckermünde) ist ein deutscher Politiker (parteilos, bis 2022 AfD). Von 2017 bis 2022 war er Abgeordneter im Landtag des Saarlandes.

## Leben
Hecker ist von Beruf Bauingenieur. Er kam direkt nach der Wende 1990 aus Ueckermünde in Mecklenburg-Vorpommern ins Saarland, um an der Hochschule für Technik und Wirtschaft des Saarlandes (HTW) ein Bauingenieur-Studium zu absolvieren.
Er erlitt bei einem Raubüberfall am 5. August 2018 schwere Kieferverletzungen.

## Politik
Hecker war von 1988 bis 1990 Mitglied der SED.
Hecker war ab April 2015 stellvertretender Landesvorsitzender der AfD Saar und seit der Gründung des AfD-Kreisverbandes Saarpfalz im Juli 2013 dessen Vorsitzender.
Hecker war bis April 2022 Mitglied des Kreistages Saarpfalz, und dort Vorsitzender der AfD-Fraktion. Bei der Landtagswahl 2017 stimmten 6,2 Prozent der Wähler für die AfD. Hecker zog über die Wahlkreisliste der AfD im Wahlkreis Neunkirchen in den Saarländischen Landtag ein. Die Abgeordneten der dreiköpfigen AfD-Fraktion wählten ihn zum Parlamentarischen Geschäftsführer. Im Juli 2020 schlossen die beiden restlichen Fraktionsmitglieder –  Josef Dörr und Rudolf Müller –  Hecker wegen „stark zerrüttetem Vertrauensverhältnis“ aus der Fraktion aus. Bei der Landtagswahl 2022 trat er nicht wieder an.
Im Oktober 2020 wurde Hecker erneut zum stellvertretenden Landesvorsitzenden gewählt. Im November 2021 legte er seine Parteiämter nieder.
Im April 2022 trat Hecker aus der AfD aus.